# Boba Lobilo
Boba Lobilo (10 aprile 1950) è un ex calciatore della Repubblica Democratica del Congo, di ruolo difensore.

## Carriera
Insieme alla Nazionale di calcio della Repubblica Democratica del Congo si qualificò e partecipò al campionato del mondo 1974. Con il Vita Club si aggiudicò 10 titoli, tra cui la Coppa dei Campioni d'Africa nel 1973.

## Palmarès

### Club

#### Competizioni nazionali
- Linafoot: 5

Vita Club: 1972, 1973, 1975, 1977, 1980
- Coupe de République démocratique du Congo: 4

Vita Club: 1972, 1973, 1975, 1977

#### Competizioni internazionali
- Coppa dei Campioni d'Africa: 1

Vita Club: 1973

### Nazionale
- Coppa d'Africa: 1

1974